# باشگاه فوتبال اینتر میلان در فصل ۲۰–۲۰۱۹
در فصل ۲۰–۲۰۱۹ صد دوازدهمین فصل در تاریخچه ی باشگاه فوتبال اینتر میلان به حساب می آید که بیست و هفتمین فصل حضور نراتزوری در سری آ می‌باشد. این تیم در فصل‌جاری در سری آ، کوپا ایتالیا ، لیگ قهرمانان و لیگ اروپا حضور دارد.

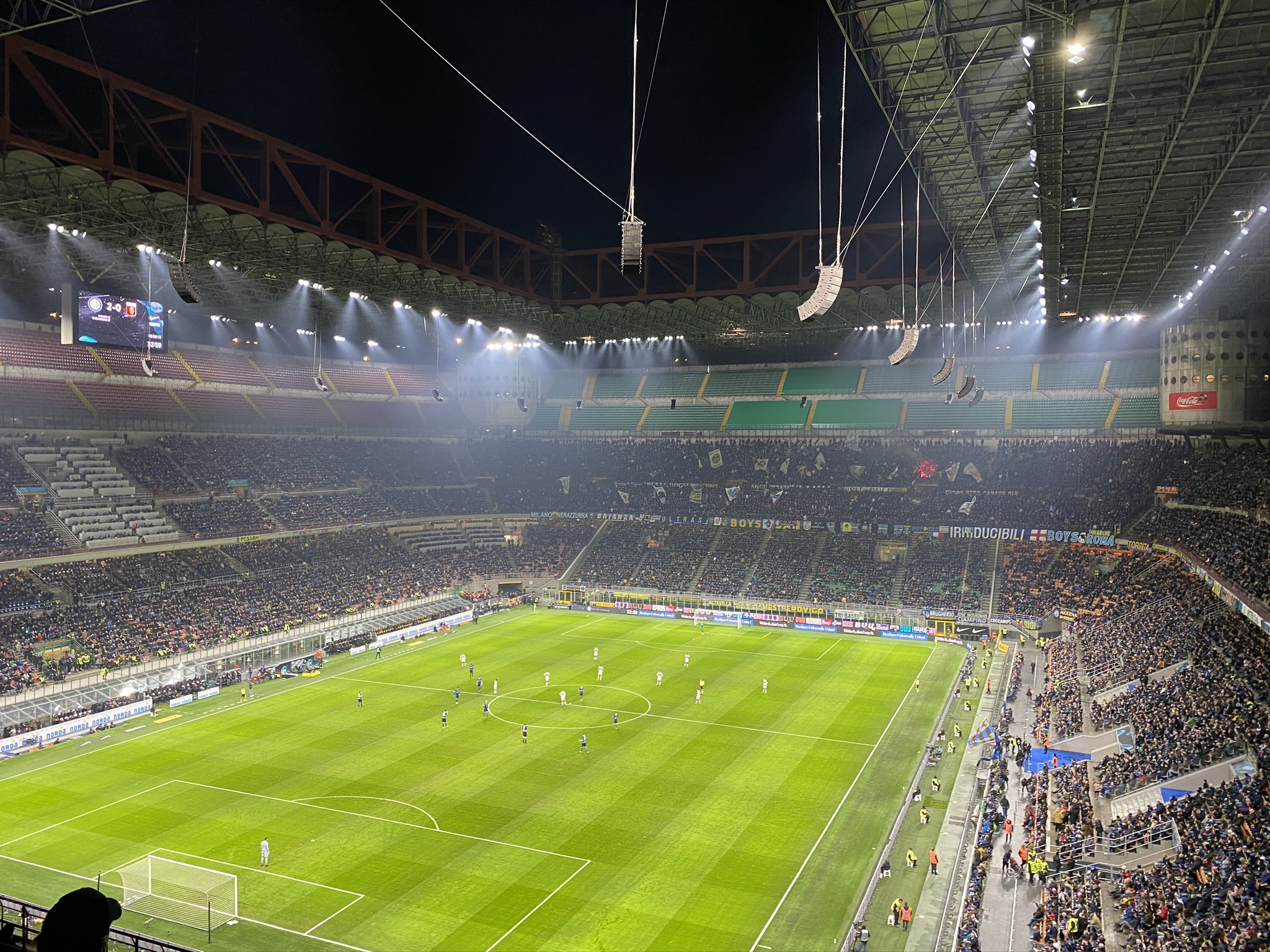
سن سیرو در هنگام بازی اینتر میلان با جنوآ

## کیت
| کیت خانگی | کیت خانگی · (جایگزین) | کیت خانگی · (جایگزین ۲) | لباس اول · (۲۱–۲۰۲۰) | کیت مهمانی | کیت مهمانی · (جایگزین) | لباس دوم · (۲۱–۲۰۲۰) | لباس سوم |

## بازیکنان

### اطلاعات تیم
به روزرسانی در ۱ اوت ۲۰۲۰ 
| ش            | نام                | ملیت         | پست(ها)                | تاریخ تولد (سن در آغاز فصل) | سال ورود     | پایان قرارداد | باشگاه قبلی    | بازی         | گل           | یادداشت      |
| دروازه بانان | دروازه بانان       | دروازه بانان | دروازه بانان           | دروازه بانان                | دروازه بانان | دروازه بانان  | دروازه بانان   | دروازه بانان | دروازه بانان | دروازه بانان |
| ------------ | ------------------ | ------------ | ---------------------- | --------------------------- | ------------ | ------------- | -------------- | ------------ | ------------ | ------------ |
| ۱            | سمیر هاندانوویچ    | اسلوونی      | GK                     | ۱۴ ژوئیه ۱۹۸۴ (۳۶ سال)      | ۲۰۱۲         | ۲۰۲۱          | اودینزه        | ۲۹۲          | ۰            | کاپیتان      |
| ۲۷           | دانیله پادلی       | ایتالیا      | GK                     | ۲۵ اکتبر ۱۹۸۵ (۳۴ سال)      | ۲۰۱۷         | ۲۰۲۰          | تورینو         | ۳            | ۰            |              |
| ۴۶           | توماسو برنی        | ایتالیا      | GK                     | ۶ مارس ۱۹۸۳ (۳۷ سال)        | ۲۰۱۴         | ۲۰۲۰          | تورینو         | ۰            | ۰            |              |
| مدافعان      |                    |              |                        |                             |              |               |                |              |              |              |
| ۲            | دیه‌گو گودین        | اروگوئه      | CB                     | ۱۶ فوریه ۱۹۸۶ (۳۴ سال)      | ۲۰۱۹         | ۲۰۲۲          | اتلتیکو مادرید | ۲۳           | ۱            |              |
| ۶            | استفان د فرای      | هلند         | CB                     | ۵ فوریه ۱۹۹۲ (۲۸ سال)       | ۲۰۱۸         | ۲۰۲۳          | لاتزیو         | ۶۲           | ۶            |              |
| ۱۳           | آندره‌آ رانوکیا     | ایتالیا      | CB                     | ۱۶ فوریه ۱۹۸۸ (۳۲ سال)      | ۲۰۱۱         | ۲۰۲۱          | جنوآ           | ۱۵۶          | ۹            | کاپیتان دوم  |
| ۱۵           | اشلی یانگ          | انگلستان     | LB / LWB / RB          | ۹ ژوئیه ۱۹۸۵ (۳۵ سال)       | ۲۰۲۰         | ۲۰۲۱          | منچستر یونایتد | ۱۸           | ۴            |              |
| ۱۸           | کوادوو آساموا      | غنا          | LB / LWB / LM / CM     | ۹ دسامبر ۱۹۸۸ (۳۱ سال)      | ۲۰۱۸         | ۲۰۲۱          | یوونتوس        | ۴۰           | ۰            |              |
| ۳۱           | لورنزو پیرولا      | ایتالیا      | CB                     | ۲۰ فوریه ۲۰۰۲ (۱۸ سال)      | ۲۰۱۹         | ۲۰۲۵          | آکادمی         | ۱            | ۰            |              |
| ۳۳           | دنیلو دمبروزیو     | ایتالیا      | RB / LB / CB           | ۹ سپتامبر ۱۹۸۸ (۳۱ سال)     | ۲۰۱۴         | ۲۰۲۱          | تورینو         | ۱۷۲          | ۱۳           |              |
| ۳۴           | کریستیانو بیراگی   | ایتالیا      | LB / LWB               | ۱ سپتامبر ۱۹۹۲ (۲۷ سال)     | ۲۰۱۹         | ۲۰۲۰          | فیورنتینا      | ۲۶           | ۲            | قرضی         |
| ۳۷           | میلان اشکرینیار    | اسلواکی      | CB                     | ۱۱ فوریه ۱۹۹۵ (۲۵ سال)      | ۲۰۱۷         | ۲۰۲۳          | سمپدوریا       | ۱۰۵          | ۴            |              |
| ۹۵           | الساندرو باستونی   | ایتالیا      | CB                     | ۱۳ آوریل ۱۹۹۹ (۲۱ سال)      | ۲۰۱۷         | ۲۰۲۳          | آتالانتا       | ۲۵           | ۲            |              |
| هافبک ها     |                    |              |                        |                             |              |               |                |              |              |              |
| ۵            | روبرتو گالیاردینی  | ایتالیا      | DM / CM                | ۸ آوریل ۱۹۹۴ (۲۶ سال)       | ۲۰۱۷         | ۲۰۲۳          | آتالانتا       | ۹۱           | ۱۱           |              |
| ۸            | ماتیاس وسینو       | اروگوئه      | CM / DM                | ۲۴ اوت ۱۹۹۱ (۲۹ سال)        | ۲۰۱۷         | ۲۰۲۲          | فیورنتینا      | ۷۹           | ۸            |              |
| ۱۱           | ویکتور موزس        | نیجریه       | LW / RW / RM           | ۱۲ دسامبر ۱۹۹۰ (۲۹ سال)     | ۲۰۲۰         | ۲۰۲۰          | چلسی           | ۱۲           | ۰            | قرضی         |
| ۱۲           | استفانو سنسی       | ایتالیا      | DM / CM                | ۵ اوت ۱۹۹۵ (۲۵ سال)         | ۲۰۱۹         | ۲۰۲۰          | ساسولو         | ۱۲           | ۳            | قرضی         |
| ۲۰           | بورخا والرو        | اسپانیا      | CM / AM                | ۱۲ ژانویه ۱۹۸۵ (۳۵ سال)     | ۲۰۱۷         | ۲۰۲۰          | فیورنتینا      | ۸۲           | ۴            |              |
| ۲۳           | نیکولو بارلا       | ایتالیا      | CM                     | ۷ فوریه ۱۹۹۷ (۲۳ سال)       | ۲۰۱۹         | ۲۰۲۰          | کالیاری        | ۲۷           | ۱            | قرضی         |
| ۲۴           | کریستین اریکسن     | دانمارک      | AM / CM                | ۱۴ فوریه ۱۹۹۲ (۲۸ سال)      | ۲۰۲۰         | ۲۰۲۴          | تاتنهام هاتسپر | ۱۷           | ۱            |              |
| ۳۲           | لوسین اگوم         | فرانسه       | CM / AM                | ۹ فوریه ۲۰۰۲ (۱۸ سال)       | ۲۰۱۹         | ۲۰۲۲          | سوشو           | ۳            | ۰            |              |
| ۷۷           | مارسلو بروزویچ     | کرواسی       | DM / CM / AM           | ۱۶ نوامبر ۱۹۹۲ (۲۷ سال)     | ۲۰۱۵         | ۲۰۲۲          | دینامو زاگرب   | ۱۶۵          | ۱۸           |              |
| ۸۷           | آنتونیو کاندروا    | ایتالیا      | RM / RW                | ۲۸ فوریه ۱۹۸۷ (۳۳ سال)      | ۲۰۱۶         | ۲۰۲۱          | لاتزیو         | ۱۲۴          | ۱۲           |              |
| مهاجمان      |                    |              |                        |                             |              |               |                |              |              |              |
| ۷            | الکسیس سانچز       | شیلی         | ST / SS / LW / RW / AM | ۱۹ دسامبر ۱۹۸۸ (۳۱ سال)     | ۲۰۱۹         | ۲۰۲۰          | منچستر یونایتد | ۲۲           | ۴            | قرضی         |
| ۹            | روملو لوکاکو       | بلژیک        | ST                     | ۱۳ مه ۱۹۹۳ (۲۷ سال)         | ۲۰۱۹         | ۲۰۲۴          | منچستر یونایتد | ۳۶           | ۲۳           |              |
| ۱۰           | لائوتارو مارتینس   | آرژانتین     | ST / SS                | ۲۲ اوت ۱۹۹۷ (۲۳ سال)        | ۲۰۱۸         | ۲۰۲۳          | راسینگ کلوب    | ۶۲           | ۲۰           |              |
| ۳۰           | سباستیانو اسپوسیتو | ایتالیا      | ST                     | ۲ ژوئیه ۲۰۰۲ (۱۸ سال)       | ۲۰۱۹         | ۲۰۲۲          | آکادمی         | ۷            | ۱            |              |

## سری آ

### جدول
| رتبه | تیم        | بازی | برد | مساوی | باخت | گل زده | گل خورده | تفاضل گل | امتیاز | نتیجه              |
| ---- | ---------- | ---- | --- | ----- | ---- | ------ | -------- | -------- | ------ | ------------------ |
| ۱    | یوونتوس    | ۳۸   | ۲۶  | ۵     | ۷    | ۷۶     | ۴۳       | ۳۳       | ۸۳     | لیگ قهرمانان اروپا |
| ۲    | اینترمیلان | ۳۸   | ۲۴  | ۱۰    | ۴    | ۸۱     | ۳۶       | ۴۵       | ۸۲     | لیگ قهرمانان اروپا |
| ۳    | اتالانتا   | ۳۸   | ۲۳  | ۹     | ۶    | ۹۸     | ۴۸       | ۵۰       | ۷۸     | لیگ قهرمانان اروپا |
| ۴    | لاتزیو     | ۳۸   | ۲۴  | ۶     | ۸    | ۷۹     | ۴۲       | ۳۷       | ۷۸     | لیگ قهرمانان اروپا |
| ۵    | آ.اس. رم   | ۳۸   | ۲۱  | ۷     | ۱۰   | ۷۷     | ۵۱       | ۲۶       | ۷۰     | لیگ اروپا          |

### روند هفتگی
| هفته    | ۱ | ۲ | ۳ | ۴ | ۵ | ۶ | ۷ | ۸ | ۹ | ۱۰ | ۱۱ | ۱۲ | ۱۳ | ۱۴ | ۱۵ | ۱۶ | ۱۷ | ۱۸ | ۱۹ | ۲۰ | ۲۱ | ۲۲ | ۲۳ | ۲۴ | ۲۵ | ۲۶ | ۲۷ | ۲۸ | ۲۹ | ۳۰ | ۳۱ | ۳۲ | ۳۳ | ۳۴ | ۳۵ | ۳۶ | ۳۷ | ۳۸ |
| ------- | - | - | - | - | - | - | - | - | - | -- | -- | -- | -- | -- | -- | -- | -- | -- | -- | -- | -- | -- | -- | -- | -- | -- | -- | -- | -- | -- | -- | -- | -- | -- | -- | -- | -- | -- |
| زمین    | خ | ب | خ | ب | خ | ب | خ | ب | خ | ب  | ب  | خ  | ب  | خ  | خ  | ب  | خ  | ب  | خ  | ب  | خ  | ب  | خ  | ب  | خ  | ب  | خ  | ب  | خ  | خ  | ب  | خ  | ب  | ب  | خ  | ب  | خ  | ب  |
| دستاورد | پ | پ | پ | پ | پ | پ | ش | پ | م | پ  | پ  | پ  | پ  | پ  | م  | م  | پ  | پ  | م  | م  | م  | پ  | پ  | ش  | پ  | ش  | م  | پ  | پ  | ش  | م  | پ  | پ  | م  | م  | پ  | پ  | پ  |
| جایگاه  | ۱ | ۱ | ۱ | ۱ | ۱ | ۱ | ۲ | ۲ | ۲ | ۲  | ۲  | ۲  | ۲  | ۱  | ۱  | ۱  | ۱  | ۱  | ۲  | ۲  | ۲  | ۲  | ۱  | ۳  | ۳  | ۳  | ۳  | ۳  | ۳  | ۳  | ۴  | ۲  | ۲  | ۲  | ۳  | ۲  | ۲  | ۲  |

زمین: ب = بیرون از خانه، خ = داخل خانه. دست‌آورد: پ = پیروزی، ش = شکست، م = مساوی، ع = به تعویق افتاده.

## کوپا ایتالیا

### بهترین گل زن
- روملو لوکاکو
- کریستین اریکسن
- نیکولو بارلا
- آندره‌آ رانوکیا
- بورخا والرو
- آنتونیو کاندروا

## لیگ قهرمانان اروپا

### جدول
| رتبه | تیم          | بازی | ب | م | ش | گ‌ز | گ‌خ | ت  | ام | راه‌یابی             |
| ---- | ------------ | ---- | - | - | - | -- | -- | -- | -- | ------------------- |
| ۱    | بارسلونا     | ۶    | ۴ | ۲ | ۰ | ۹  | ۴  | ۵+ | ۱۴ | صعود به مرحله حذفی  |
| ۲    | دورتموند     | ۶    | ۳ | ۱ | ۲ | ۸  | ۸  | ۰  | ۱۰ | صعود به مرحله حذفی  |
| ۳    | اینتر میلان  | ۶    | ۲ | ۱ | ۳ | ۱۰ | ۹  | ۱  | ۷  | انتقال به لیگ اروپا |
| ۴    | اسلاویا پراگ | ۶    | ۰ | ۲ | ۴ | ۴  | ۱۰ | -۶ | ۲  | حذف                 |

### نتایج
| هفته | میزبان          | نتایجه | میهمان          | تاریخ           |
| ---- | --------------- | ------ | --------------- | --------------- |
| ۱    | اینترمیلان      | ۱-۱    | اسلاویا پراگ    | ۱۷ سپتامبر ۲۰۱۹ |
| ۲    | بارسلونا        | ۱-۲    | اینترمیلان      | ۲ اکتبر ۲۰۱۹    |
| ۳    | اینترمیلان      | ۰-۲    | بروسیا دورتموند | ۲۳ اکتبر ۲۰۱۹   |
| ۴    | بروسیا دورتموند | ۲-۳    | اینترمیلان      | ۵ نوامبر ۲۰۱۹   |
| ۵    | اسلاویا پراگ    | ۳-۱    | اینترمیلان      | ۲۷ نوامبر ۲۰۱۹  |
| ۶    | اینترمیلان      | ۲-۱    | بارسلونا        | ۱۰ دسامبر ۲۰۱۹  |

### بهترین گل زن
- لائوتارو مارتینس (۵ گل)

## لیگ اروپا

### نتایج
| مرحله      | میزبان            | نتایجه | میهمان            | تاریخ         |
| ---------- | ----------------- | ------ | ----------------- | ------------- |
| یک شانزدهم | لودوگورتس رازگراد | ۲-۰    | اینترمیلان        | ۲۰ فوریه ۲۰۲۰ |
| یک شانزدهم | اینترمیلان        | ۱-۲    | لودوگورتس رازگراد | ۲۷ فوریه ۲۰۲۰ |
| یک هشتم    | اینترمیلان        | ۰-۲    | ختافه             | ۵ اگوست ۲۰۲۰  |
| یک چهارم   | اینترمیلان        | ۱-۲    | بایر لورکوزن      | ۱۰ اگوست ۲۰۲۰ |
| نیمه نهایی | اینترمیلان        | ۰-۵    | شاختار دونتسک     | ۱۷ اگوست ۲۰۲۰ |
| فینال      | اینترمیلان        | ۳-۲    | سویا              | ۲۱ اگوست ۲۰۲۰ |

نکته=از مرحله یک هشتم به بعد به دلیل کرونا تمامی مسابقات به طور متمرکز در آلمان انجام شد.

### بهترین گل زن
روملو لوکاکو (۷ گل)